# Shirley Verrett
Shirley Verrett, née à La Nouvelle-Orléans (Louisiane) le 31 mai 1931 et morte à Ann Arbor (Michigan) le 5 novembre 2010), est une artiste lyrique américaine. Si elle commence sa carrière en tant que mezzo-soprano, elle se tourne progressivement vers des rôles de soprano.

## Biographie

### Enfance
Shirley Verrett, naît dans une famille de musiciens : son père est chef de chœur à l'église adventiste du septième jour à la Nouvelle-Orléans, lui donne ses premières notions de chant. Après un passage en Californie, où elle travaille avec Lotte Lehmann, elle fait ses études musicales, d'abord à Chicago avec Anne Fitziu et, après un concours télévisé en 1955, elle fréquente la Juilliard School à New York avec Mme Székély-Freschel. Pendant ses études, elle chante L'Amour sorcier de Manuel de Falla, sous la direction de Stokowski.

### Débuts
Elle fait ses débuts opératiques à Yellow Springs (Ohio) en 1957, dans The Rape of Lucretia de Benjamin Britten. En 1958, elle fait ses débuts au New York City Opera dans le rôle d'Irina Lost in the Stars de Kurt Weill. En 1959, elle fait ses débuts européens à Cologne, dans Rasputins Tod de Nabokov.
Elle entame une carrière internationale dès 1962 au festival des deux mondes de Spolète, incarnant Carmen, qu'elle chante également au Théâtre Bolchoï de Moscou en 1963, où elle « remporte un triomphe ». Suivent ses débuts à la Scalla (1966) et au Royal Opera House de Londres, dans le rôle d'Ulrica, dans Un ballo in maschera. Elle y chante aussi Azucena de Il trovatore, Eboli de Don Carlos, Amneris de Aida, Dalila dans Samson et Dalila et Orfeo de Gluck.
Elle débute au Metropolitan Opera de New York, le 21 septembre 1968, en Carmen. Mais c'est en 1973 qu'elle réalise un des grands tours de force qui restera dans les annales du Metropolitan Opera en remplaçant Christa Ludwig malade, dans le rôle de Didon alors qu'elle est elle-même distribuée en Cassandre des Troyens de Berlioz, en endossant les deux rôles le même soir.

### Apogée
Dans les années 1970, sans abandonner les rôles de mezzo, elle aborde peu à peu les rôles de falcon et de soprano dramatique, avec Selika de L'Africaine, Judith (Le Château de Barbe-Bleue), Madame Lidoine du Dialogues des carmélites (Met 1977), Tosca au Met en 1978, puis à Covent Garden et Boston entre autres, Amelia (Scala 1978).
Le zénith de sa carrière se situe pendant la saison 1975-1976 où elle fait à la fois l'ouverture du Met dans le rôle de Neocles de l'Assedio di Corinto de Rossini et celle de La Scala de Milan dans Lady Macbeth qui restera sans doute son rôle le plus marquant (enregistré deux fois).
Elle aborde Norma d'abord en Adalgisa (mezzo-soprano), puis dans le rôle-titre (soprano) à Boston en 1976 (tournée du Met), à San Francisco en 1978, New-York, Londres (1979), jusqu'à Messina 1989. À son répertoire également, Desdemona (1981) et Fidelio au Met en 1983.
Outre Verdi, Shirley Verrett est considérée comme l'une des meilleures interprètes de Donizetti : ses Elisabeth I de Maria Stuarda et Leonora de La Favorite restent légendaires pour bien des amateurs d'opéra. Elle a par ailleurs enregistré Giovanna Seymour dans Anna Bolena auprès de Beverly Sills. À signaler un projet d'une Anna Bolena (rôle-titre) sur scène, qui n'a pu se réaliser faute de temps.

### Débuts en France
Elle débute en France au Palais Garnier, en 1973, dans le rôle d'Azucena. Elle s'y produit à plusieurs reprises dans les années 1980. Elle y chante Macbeth, et les rôles-titre d’Iphigénie en Tauride, d’Alceste de Gluck, et de Médée de Cherubini, ainsi que Sinaïde dans Moïse de Rossini. Elle chante Didon dans Les Troyens pour l'ouverture de l'Opéra Bastille en 1990. Après plus de trente ans de carrière elle fait ses débuts dans Santuzza de Cavalleria rusticana en 1990 à Sienne.
Elle fait ses débuts à Broadway en 1994 dans Carrousel de Rodgers and Hammerstein au Lincoln Center's Vivian Beaumont Theater, dans le rôle de Nettie Fowler et remporte un Tony Award à cette occasion.
Au concert, elle interprétait un vaste répertoire allant de Franz Schubert, Johannes Brahms, Gustav Mahler, Darius Milhaud, Falla, à Ned Rorem.

### Retrait de la scène
De 1996 à 2010, elle enseigne à l'University of Michigan School of Music, Theatre & Dance et à la James Earl Jones University.
Shirley Verrett meurt à l’âge de 79 ans le 5 novembre 2010 à Ann Arbor.